# Pabianka (Łódź)
Pabianka – dawna podłódzka miejscowość, od 1946 osiedle w zachodniej części Łodzi, w dzielnicy Bałuty. Jest to niewielkie osiedle nad Sokołówką, w rejonie ulic Pabianka, Żeńców, Samopomocy i Słomianej.

## Historia
Pabianka to dawna osada młynarska, od 1867 w gminie Radogoszcz w powiecie łódzkim. Pod koniec XIX wieku liczyła 13 mieszkańców. W okresie międzywojennym należała do powiatu łódzkiego w woj. łódzkim. W 1921 roku liczba mieszkańców wynosiła 48. 1 września 1933 weszła w skład nowo utworzonej gromady (sołectwa) Pabjanka w granicach gminy Radogoszcz, składającej się ze wsi Pabianka i Marianów. Podczas II wojny światowej włączona do III Rzeszy.
Po wojnie Pabianka powróciła na krótko do powiatu łódzkiego woj. łódzkim, lecz już 13 lutego 1946 włączono ją wraz z całą gminą Radogoszcz do Łodzi.